# 아눈나
아눈나는 수메르 신화의 50명의 위대한 신이다. 그들 중의 약간은 특정 도시와 관련되어 있는 반면 다른이는 정통 크리스챤의 성인의 기능과 흡사하다. 아눈나는 안으로 해석된다.
하늘 회의의 주관은 천신 아누였으며 다른 멤버는 그의 후손이다. 그의 왕좌는 엔릴에게 상속되어 엔릴과 그의 형제 엔키사이의 불화를 일으켰다. 엔키가 인류를 창조하였다고 한다.
- 아쉬난: 곡식의 여신
- 엔킴두: 운하와 도랑을 담당한 신
- 엔빌룰루: 유프라테스와 티그리스 강을 담당한 신
- 에레쉬키갈: 지하세계의 여왕
- 이쉬쿠르: 바람의 신
- 라하르: 가축의 신.
- 난쉐: 가난한 자, 과부, 고아의 부모 신
- 니다바: 기록의 여신, 특히 왕궁의 기록보관.
- 닌카시 (입을 채우는 여신): 엔키와 닌후르사그의 아이를 치료하는 여신, 그녀는 양조술을 다스렸다.
- 웃투: 직녀, 옷의 여신